# Román Cárdenas
Pour les articles homonymes, voir Cárdenas.
Román Cárdenas est l'une des trois paroisses civiles de la municipalité d'Independencia dans l'État de Táchira au Venezuela. Sa capitale est Peribeca.